# BCC Lions FC
BCC Lions FC is een Nigeriaanse voetbalclub uit Gboko.

## Erelijst
- Premier League
  - 1994
- Beker van Nigeria
  - Winnaar: 1989, 1993, 1994, 1997
  - Finalist: 1985
- CAF Beker der Bekerwinnaars
  - Winnaar: 1990
  - Finalist: 1991